# Conquesta aquemènida de la vall de l'Indus
La conquesta aquemènida de la vall de l'Indus es refereix a la conquesta i ocupació militar aquemènida dels territoris de les regions nord-occidentals del subcontinent indi, entre els segles VI i IV aC. La conquesta de les àrees fins al riu Indus es remunta a l'època de Cir II el Gran, entre els anys 550-539 aC. La primera evidència epigràfica segura, en fa la inscripció de la inscripció de Behistun, dona una data anterior al 518 al aC o al voltant d'aquesta data. La penetració dels aquemènides a la zona del subcontinent indi es va produir per etapes, començant per les parts septentrionals del riu Indus i desplaçant-se cap al sud; àrees de la vall de l'Indus que es van convertir en tres satrapies aquemènides, com s'esmenta en la Inscripció de Behistun. El període aquemènida de la vall de l'Indus va acabar amb la campanya índia d'Alexandre el Gran al voltant de l'any 323 aC. L'ocupació aquemènida, encara que menys reeixida que la dels grecs post-alexandrins, saces o Kuixan, va tenir l'efecte de familiaritzar l'Índia amb el món exterior.

## Moneda grega i aquemènida

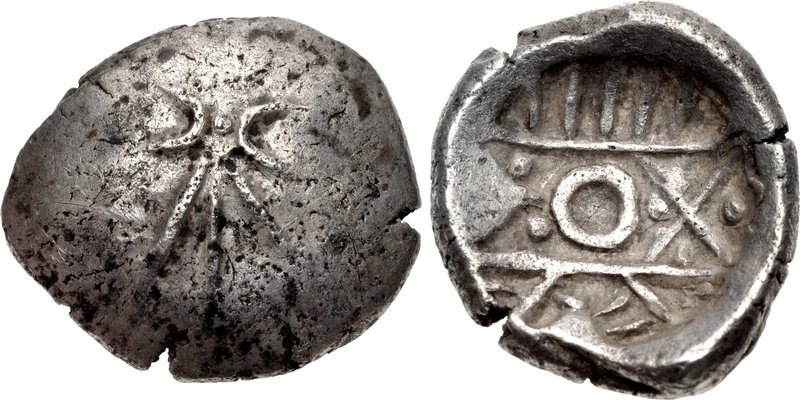
Moneda de l'Imperi Aquemènida encunyada a la vall de Kabul. Entre 500-380 aC.

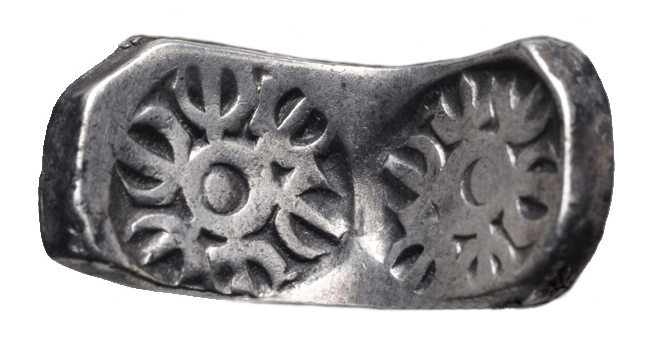
"Barra doblegada" encunyada sota l'administració d'Achaemenid, del tipus que es troba en grans quantitats en el tresor de Chaman Hazouri i en el de Bhir Mound a Tàxila.

Les troballes de monedes en el tresor Chaman Hazouri a Kabul, o al tresor Shaikhan Dehri a Gandhara, prop de Charsadda, així com en el tresor Bhir Mound a Tàxila, han revelat nombroses monedes aquemènides, així com moltes monedes gregues dels segles V i IV aC que circulaven a la zona, almenys fins a l'Indo durant el regnat dels aquemènides, que controlaven les zones fins Gandhara.

### Els tresors de Kabul i Bhir Mound
El tresor de Kabul, també anomenat Chaman Hazouri, Chaman Hazouri o Tchamani-i Hazouri, és un tresor de monedes descobert en les rodalies de Kabul, Afganistan. El tresor, descobert el 1933, contenia nombroses monedes aquemènides, així com moltes monedes gregues dels segles V i IV aC.
Aquest descobriment numismàtic ha estat molt important per estudiar i datar la història de l'encunyació de monedes a l'Índia, ja que és un dels pocs casos en què les monedes marcades amb punxó poden ser datades, per la seva associació amb monedes gregues i aquemènides conegudes i datades en el tesor. L'acaparament recolza el punt de vista que les monedes marcades amb punxó existien l'any 360 aC, tal com ho suggereixen les proves literaries.
Daniel Schlumberger també considera que les barres marcades amb punxó, similars a les moltes barres marcades amb punxó que es troben al nord-oest de l'Índia, es van originar inicialment en l'imperi aquemènida, més que en el cor de l'Índia:
| « | :No obstant això, algun expert considera que l'estàndard de pes és persa, i ara que veiem que també es descobreixen a terra de l'Afganistan, hem de tenir en compte la possibilitat que el seu país d'origen no ha de buscar-se més enllà de l'Indus, sinó en les províncies orientals de l'Imperi Aceménida. - Daniel Schlumberger, citat de Trésors Monétaires, p.42. | » |

Els numismàtics moderns ara tendeixen a considerar les monedes marcades amb punxó d'Aquemènida com les precursores de les monedes marcades amb punxó de la India.

### Acumulació de Pushkalavati
El 2007, es va descobrir un petit tresor de monedes en l'antic Pushkalavati, el tresor de Shaikhan Dehri, prop de Charsada al Pakistan. El tresor contenia un tetradracma encunyat a Atenes al voltant de l'500-485 aC, juntament amb una sèrie de tipus locals i lingots de fosa de plata, utilitzat típicament com a moneda per al comerç en l'imperi aquemènida, juntament amb una sèrie de tipus locals, així com lingots de fosa de plata. La moneda d'Atenes és el primer exemple conegut del seu tipus que es troba tan lluny cap a l'est.
Segons Joe Cribb, aquestes primeres monedes gregues van ser l'origen de les monedes índies marcades amb punxó, les primeres monedes desenvolupades a l'Índia, que utilitzaven tecnologia d'encunyació derivada de l'encunyació grega.

## Biografia
- Archibald, Zosia; Davies, John K.; Gabrielsen, Vincent. The Economies of Hellenistic Societies, Third to First Centuries BC.  Oxford University Press, 2011. ISBN 9780199587926.
- Alram, Michael. «The Coinage of the Persian Empire». A: William E. Metcalf. The Oxford Handbook of Greek and Roman Coinage.  Oxford University Press, 2016. ISBN 9780199372188.
- Boardman, John (1998), "Reflections on the Origins of Indian Stone Architecture", Bulletin of the Asia Institute, pp. 15–19, 1998, New Series, Vol. 12, (Alexander's Legacy in the East: Studies in Honor of Paul Bernard), p. 13-22, JSTOR
- Bopearachchi, Osmund «Coin Production and Circulation in Central Asia and North-West India (Before and after Alexander's Conquest)». Indologica Taurinensia. International Association of Sanskrit Studies, 25, 2000.
- Bopearachchi, Osmund. «Achaemenids and Mauryans: Emergence of Coins and Plastic Arts in India». A: India and Iran in the Longue Durée.  UCI Jordan Center for Persian Studies, 2017.
- Bopearachchi, Osmund; Cribb, Joe. The Crossroads of Asia: transformation in image and symbol in the art of ancient Afghanistan and Pakistan.  Ancient India and Iran Trust, 1992. ISBN 978-0-9518399-1-1.
- Cribb, Joe «Investigating the introduction of coinage in India - A review of recent research». Journal of the Numismatic Society of India, 1983.
- Dandamaev, M. A.. A Political History of the Achaemenid Empire.  BRILL, 1989. ISBN 978-90-04-09172-6.
- Eggermont, Pierre Herman Leonard. Alexander's Campaigns in Sind and Baluchistan and the Siege of the Brahmin Town of Harmatelia.  Peeters Publishers, 1975. ISBN 978-90-6186-037-2.
- Harle, J.C., The Art and Architecture of the Indian Subcontinent, 2nd edn. 1994, Yale University Press Pelican History of Art, ISBN 0300062176
- Magee, Peter; Petrie, Cameron; Knox, Richard; Khan, Farid «The Achaemenid Empire in South Asia and Recent Excavations in Akra in Northwest Pakistan». American Journal of Archaeology, 109, 4, 2005, p. 711–741. DOI: 10.3764/aja.109.4.711.
- Mitchiner, Michael. The Ancient & Classical World, 600 B.C.-A.D. 650.  Hawkins Publications ; distributed by B. A. Seaby, 1978. ISBN 9780904173161.
- Neelis, Jason. Early Buddhist Transmission and Trade Networks: Mobility and Exchange Within and Beyond the Northwestern Borderlands of South Asia.  BRILL, 2010. ISBN 978-90-04-18159-5.
- Olmstead, A. T.. History of the Persian Empire.  University of Chicago Press, 1948. ISBN 978-0-226-62777-9.
- Sen, Sailendra Nath. Ancient Indian History and Civilization.  New Age International, 1999. ISBN 9788122411980.